# Кальї
Кальї (італ. Cagli) — муніципалітет в Італії, у регіоні Марке,  провінція Пезаро і Урбіно.
Кальї розміщене на відстані близько 185 км на північ від Риму, 75 км на захід від Анкони, 50 км на південний захід від Пезаро, 19 км на південь від Урбіно.
Населення — 8785 осіб (2014).

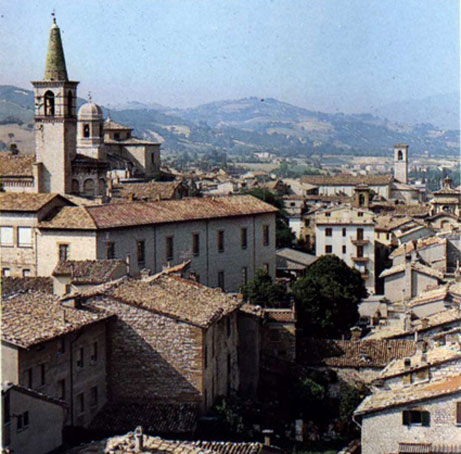

Щорічний фестиваль відбувається 9 травня. Покровитель — San Geronzio.

## Демографія
Населення за роками:

Станом на 1 січня 2023 року в муніципалітеті офіційно проживало 538 іноземців з 52 країн, серед них 140 громадян країн Євросоюзу та 31 громадянин України.

## Сусідні муніципалітети
- Аккуаланья
- Апеккьо
- Кантіано
- Ферміньяно
- Фоссомброне
- Фронтоне
- Губбіо
- Пергола
- П'єтралунга
- Пьоббіко
- Урбанія